# Аньюань (Пинсян)
Аньюа́нь (кит. упр. 安源, пиньинь Ānyuán) — район городского подчинения городского округа Пинсян провинции Цзянси (КНР).

## История
Ещё в эпоху Троецарствия, когда эти места входили в состав царства У, в 267 году западная часть уезда Ичунь была выделена в отдельный уезд Пинсян (萍乡县).
На закате существования империи Цин в уезде Пинсян стали добывать каменный уголь, и он стал одним из первых китайских центров тяжёлой промышленности. После свержения монархии Пинсян стал одним из главных центров рабочего движения в Китайской Республике: 13 сентября 1922 года здесь началась стачка рабочих Аньюаньских угольных копей и Чжусянской железной дороги.
На завершающем этапе гражданской войны войска коммунистов заняли уезд Пинсян 23 июля 1949 года. Урбанизированная часть уезда Пинсян была выделена в отдельный город Пинсян. В сентябре 1949 года был создан Специальный район Юаньчжоу (袁州专区), состоящий из города Пинсян и 8 уездов. Вскоре после этого город Пинсян был упразднён, а его территория была вновь включена в состав уезда Пинсян. 
8 октября 1952 года Специальный район Юаньчжоу был присоединён к Специальному району Наньчан (南昌专区). 8 декабря 1958 года власти Специального района Наньчан переехали из города Наньчан в уезд Ичунь, и Специальный район Наньчан был переименован в Специальный район Ичунь (宜春专区).
В сентябре 1960 года уезд Пинсян был преобразован в городской уезд. В 1962 году он был разделён на 8 районов, одним из которых стал Внутригородской район (城关区).
В 1970 году Пинсян был выведен из состава специального района и подчинён напрямую властям провинции Цзянси.
В 1976 году административное деление Пинсяна было изменено, и он стал делиться на 4 района; Внутригородской район при этом сохранился примерно в тех же границах. В 1980 году власти провинции Цзянси приравняли эти районы по статусу к уездам.
Постановлением Госсовета КНР от мая 1993 года Внутригородской район был переименован в район Аньюань.

## Административное деление
Район делится на 6 уличных комитетов и 4 посёлка.